# Тайны Сильверхёйда
«Тайны Сильверхёйда» (швед. Jordskott) — шведский детективный телесериал, криминальная драма с элементами фэнтези. Полицейский детектив Ева Торнблад (Муа Гаммель) расследует исчезновение своей дочери и другие тайны в своем родном городе Сильверхёйде. Шведское название отсылает к jordskott, вымышленному растению-паразиту, которое питается кровью хозяина. Первые десять серий были показаны на телеканале SVT в 2015 году.
После положительного приема и высоких международных продаж первого сезона последовал второй сезон, состоящий из восьми серий. Он транслировался в Швеции 2017 году.

## Сюжет
Действие первого сезона сериала «Тайны Сильверхёйда» разворачивается в середине 2014 года. Полицейский детектив Ева Торнблад возвращается в свой родной город Сильверхёйд спустя семь лет после исчезновения её дочери Жозефины у лесного озера. Тело Жозефины так и не было найдено, хотя местная полиция установила, что она утонула. По возвращении Ева обнаруживает, что неделю назад пропал местный мальчик, и она ищет сходство между двумя исчезновениями. Одновременно она расследует смерть и пропажу завещания своего покойного отца, бывшего генерального директора целлюлозного завода Thörnblad Mineral & Cellulosa.
Ева объединяет усилия с Гораном Вассом, детективом Национального бюро расследований и членом тайного общества, а также местным детективом Томом Аронссоном. Они обнаруживают, что пропажа детей неразрывно связана с конфликтом между местными жителями, зависящими от компании Thörnblad Mineral & Cellulosa, и мистическими существами, охраняющими лес. 

## Актёры и персонажи

### Основной состав
- Муа Гаммель — Ева Торнблад, полицейский детектив из Стокгольма, которая возвращается в свой родной город Сильверхёйд.
- Йоран Рагнерстам — Горан Васс, детектив Национального бюро расследований, прибывший расследовать исчезновения Антона. Он также является членом тайного общества «Посланники природы».
- Ричард Форсгрен — Том Аронссон, старший детектив полиции Сильверхёйда.
- Ваня Бломквист — Илва, бабка-знахарка, живущая недалеко от Сильверхёйда. Её фамильяр — ворон Вордур. Впоследствии становится наставницей Никласа.
- Анн Петрен — Мартина Сигвардссон, шеф полиции Сильверхёйда.
- Мира Густафссон — Ида Аронссон, замкнутая дочь Тома. В основном живёт с матерью Петрой в Стокгольме.
- Хенрик Кнутссон — Никлас Гунарссон, умственно отсталый сын Герды, единокровный брат Евы.
- Хэппи Янкель — Эсмеральда, молодая женщина с таинственными паранормальными способностями.
- Густав Линд — Йорген Олссон, старший брат Эдди.
- Герхард Хоберсторфер — Габриэль Моро, проживающий в Стокгольме начальник Йорана.
- Луиза Райм — Петра, бывшая жена Тома, мать Иды, жительница Стокгольма.
- Yohio — Линус, андрогинный гот-подросток, друг Эсмеральды.
- Йоханнес Брост — Пекка Кольонен, старший врач в больнице Сильверхёйда, лечил Йохана, Еву и Жозефину.
- Макс Вобора — Эдди Олссон, 17-летний младший брат Йоргена.
- Дункан Грин — Фрэнк Олссон, отец Йоргена и Эдди. Жестокий и агрессивный пьяница.
- Марта Ольденбург — Клара, женщина с сильными экстрасенсорными способностями, которая позже обучает Эсмеральду.
- Стина Сундлёф — Лесная девушка / Жозефина Торнблад, дочь Евы, которая долгое время считалась погибшей или пропавшей без вести.
  - Эми Вестхолм — Жозефина (в возрасте 6 лет).

### Второстепенный состав

#### Сезон 1 (2015)
- Вилле Виртанен — Гарри Шторм, таинственный и смертельно опасный охотник за головами, нанятый влиятельными людьми. Его пёс Куба помогает выслеживать жертв.
- Лия Бойзен — Герда Гуннарссон, бывшая секретарша и любовница Юхана Торнблада, мать Никласа.
- Питер Андерссон — Густав Борен, нынешний генеральный директор целлюлозного завода Thörnblad Mineral & Cellulosa.
- Нур Эль-Рефай — Виктория, офицер полиции Сильверхёйда.
- Феликс Энгстрем — Томас Леандер, член правления Thörnblad Mineral & Cellulosa, у которого пропал старший сын Антон. У его есть также младший сын Оскар.
- Анн-Софи Расе — Жанетт Эрикссон, член правления Thörnblad Mineral & Cellulosa, мать Эммы.
- Ларс-Эрик Беренетт — Йохан Торнблад, недавно умерший отец Евы и бывший генеральный директор компании Thörnblad Mineral & Cellulosa. Он был заражён растительным паразитом. Предположительно, он покончил жизнь самоубийством во время пожара в сарае.
- Ханс Мозессон — Старик Олаф, офицер полиции Сильверхёйда в отставке, живущий на соседнем острове Брекё.
- Сигрид Джонсон — Эмма Эрикссон, маленькая дочери Жанетт, которая пропадает.
- Бенгт Браскеред — Пьер Хедман, юрист Thörnblad Mineral & Cellulosa.
- Альба Аугуст — Лина, няня Антона и Оскара.
- Ян-Ивар Утас — Йеппе Бергман, таксист, собирающий золотые украшения.
- Маттиас Франссон — Борье Дальквист, геолог, которого подкупает Густав, чтобы тот разрешил дальнейшие взрывные работы в лесу.
- Ян Тиселиус — Эббе, постоялец дома престарелых, брат Йеппе и Торе, коллекционер шляп.
- Карен Бергквист — Анна-Лена Борен, жена Густава.
- Томас Лаустиола — судебный патологоанатом в Сильверхёйде.
- Оскар Тунберг — Хольмстрем, коррумпированный инженер-подрывник.

## Список серий

### 1-й сезон (2015)
| № | Название              | Режиссёр        | Автор сценария                                     | Дата выхода в Великобритании | Зрители в Великобритании (млн) |
| --- | --------------------- | --------------- | -------------------------------------------------- | ---------------------------- | ------------------------------ |
| 1 | «Часть I» «Del I»     | Хенрик Бьёрн    | Хенрик Бьёрн, Александр Кантсьё, Фредрик Т. Олссон | 10 июня 2015                 | 0,15                           |
| Ева возвращается в Сильверхёйд спустя семь лет после исчезновения её дочери Жозефины у лесного озера. Хотя было установлено, что она утонула, тело Жозефины так и не нашли. Теперь при схожих обстоятельствах исчезает другой ребёнок по имени Антон. Ева убеждена, что кто-то похитил детей, но не доверяет местной полиции из-за её некомпетентности. В поместье своей семьи она осматривает вещи Йохана. Пьер сообщает Еве, что завещание Йохана пропало из сейфа: это задерживает рассмотрение дела о наследстве. Она знакомится с Густавом и Гердой. Горан видит Еву рядом с детской площадкой, где похитили Антона, и приглашает её присоединиться к расследованию. В лес они находят Оскара, младшего брата Антона, и возвращают его Томасу и Лине. Возвращаясь домой, Ева чуть не сбивает девушку на лесной дороге. У девушки такая же сережка, как у Жозефины. Она сильно избита и не может говорить, Ева отвозит её в больницу Сильверхёйда, где девочку лечит Пекка. Ева считает, что нашла Жозефину. Ева выслеживает в библиотеке Олафа, который больше не верит в версию о похищении Жозефины. В панике Олаф убегает, забыв свой блокнот со странными рунами. Он садится в такси Йеппе. Ева видит, как Шторм и Куба обыскивают лес. Шторм ищет следы мистических существ, которых он винит в похищении детей. |                       |                 |                                                    |                              |                                |
| 2 | «Часть II» «Del II»   | Андерс Энгстрём | Хенрик Бьёрн, Александр Кантсьё, Фредрик Т. Олссон | 17 июня 2015                 | 0,11                           |
| Ева расстроена тем, что её не пускают к Жозефине. Пекка лечит Еву от ожогов борщевиком; он подтверждает, что в организме Жозефины обнаружен тот же растительный паразит, питающийся кровью, что ранее был выявлен у Йохана. Ева встречает Илву, которая даёт ей банку с пахучей мазью, но она от неё отказывается. Ева отправляется домой к Герде и Никласу и узнаёт о том, что Йохан в последние годы жизни переживал упадок сил, как будто его что-то терзало. В поместье Торнблада она находит кассеты с видеодневниками Йохана, в которых он описывает своё заражение, и записку с рунами, как в блокноте Олафа. Борье предупреждает Густава, что дальнейшая добыча полезных ископаемых приведет к образованию карстовых воронок и провалу под всем Сильверхёйдом. Томас просит Густава пересмотреть решение о выполнении требований похитителя, но получает отказ: они рассчитывают, что Шторм найдет Антона. Ева приходит к Йеппе, который сообщает ей, что отвез Олафа на паром в Брекё. Её преследует белый пикап со смайликами на верхних фарах. Ева просит Олафа перевести записку, обнаруженную в вещах её отца. Йеппе находят мёртвым в своем такси с перерезанным горлом. Горан и Том допрашивают Альбина, друга Йеппе, а Илва наблюдает за происходящим. Том находит клад золотых безделушек Йеппе за стеной его трейлера. На пароме на Еву нападают и сбрасывают в воду, привязав к якорю. Ей удаётся высвободиться, и она приходит в себя на больничной койке. Томас наносит пахучую мазь на шею Оскара. Ева поет колыбельную Жозефине, которая заканчивает её. |                       |                 |                                                    |                              |                                |
| 3 | «Часть III» «Del III» | Андерс Энгстрём | Хенрик Бьёрн, Александр Кантсьё, Фредрик Т. Олссон | 24 июня 2015                 | 0,19                           |
| Эдди и Йорген в лесу стреляют по банкам из винтовки Никласа и беспокоят сьёру (водную нимфу), которая реагирует оглушительным звуком. Жозефина исчезает из палаты, Ева присоединяется к поискам местной полиции. Том поначалу подозревает Еву в причастности к пропаже Жозефины. Ева рассказывает о Шторме, Кубе и белом пикапе. Никлас признается Горану в стрельбе в лесу и впадает в истерику, когда его запирают в участке. Герда требует встречи с Никласом, который выдает братьев Олссон. У Йоргена лопаются барабанные перепонки, Эдди частично оглох. Горан допрашивает их, Эдди утверждает, что из ружья стрелял Никлас, и описывает загадочное существо в реке. Илва пытается навестить Тора (брата Йеппе), но его ворота его мусорной свалки закрыты. По описанию Евы художник рисует фоторобот Шторма. Полиция прослеживает пикап Сторма и такси Йеппе до свалки Тора и находит его расчлененный труп. Шторм захватил ангар Тора и заминировал его. У реки Горан находит гильзы от винтовки Никласа и гильзы от дробовика Шторма. Последние совпадают с теми, что были в ангаре Шторма: это он убил пресноводное существо. Изуродованное тело сьёры извлекают из очистных сооружений. Ева видит темную фигуру на камерах видеонаблюдения в больничной палате. Ева получает от Олафа перевод записки: «Девочка будет твоей каждое полнолуние. Если сдержишь обещание, она останется жива». Олаф понимает, что Йохан был связан с исчезновением Жозефины. Илва предупреждает Эббе об убийстве Йеппе и пропаже Тора.                                                  |                       |                 |                                                    |                              |                                |
| 4 | «Часть IV» «Del IV»   | Андерс Энгстрём | Хенрик Бьёрн, Александр Кантсьё, Фредрик Т. Олссон | 1 июля 2015                  | 0,11                           |
| Ева прячет Жозефину в своей спальне. Девушка отказывается от обычной пищи, и Ева, посмотрев видеодневник Йохана, кормит Жозефину детским пюре. Ева находит бутылку с тёмной жидкостью и, понимая, что в её дом вломились, вызывает полицию. Однако, увидев, как Йохан пьёт похожую жидкость, она понимает, что нужно Жозефине. Медсестра находит Эббе с перерезанным горлом. Йоран уносит хвост Эббе из его комнаты и замечает на стене пропавшую фотографию. Медсестра вспоминает, что на ней был изображен Эббе с братьями. Том забирает Иду у Петры на вокзале. После избиения Йореном и Эдди Никлас бежит к своему отцу Густаву. Густав велит Герде прекратить визиты Никласа. После недавних убийств Густав приказывает Шторму покинуть Сильверхёйд, но тот показывает отрезанный хвост как доказательство того, что убиты не невинные люди, а чудовища. Илва предупреждает Стуре (третьего брата Йеппе), и он сбегает от Шторма. Том знакомит Еву с Идой, которая редко разговаривает, но любит рисовать. Судмедэксперт показывает Йорану, что труп существа превратился в вязкую. жидкость и стекает на пол. Илва замечает на дороге мёртвых лягушек. Шторм следит за Эсмеральдой, которая встречается с Эдди. Ева похищает чёрное зелье из комнаты для хранения вещдоков и лечит Жозефину, которой становится лучше. Ева находит ещё одну бутылку в подземном тоннеле, ведущем к её дому. Поднявшись наверх, она видит Жозефину, поющую колыбельную. |                       |                 |                                                    |                              |                                |